# Jabłonowo, Ostródzki
Jabłonowo [jabwɔˈnɔvɔ] (tiếng Đức: Dreililien)  là một ngôi làng thuộc khu hành chính của Gmina Dąbrówno, thuộc huyện Ostródzki, Warmińsko-Mazurskie, ở miền bắc Ba Lan.